# ولاية جنوب كردفان
جنوب كردفان هي ولاية سودانية.
تحدها من الشمال ولاية شمال كردفان ومن جهة الشمال الشرقي ولاية النيل الأبيض، وجمهورية جنوب السودان من جهة الجنوب.

## الموقع والمساحة
الموقع الجغرافي: تقع الولاية بين خطي طول (27.12 و32.05) درجة شرقاً ودائرتي عرض (9.59 و12.36) درجة شمالاً.
الولايات المتاخمة: شمال كردفان- النيل الأبيض – أعالي النيل –جنوب دارفور.
المساحة: 79470 كلم مربع.

## التقسميات الإدارية
العاصمة: كادوقلي/ (بموجب دستور الولاية) (تم إضافة (أبو جبيهة / كاودا) كعواصم سياسية إضافية)
أهم المدن: أبو كرشولا رشاد، الدلنج، أبو جبيهة، تلودي وكادوقلي حاضرة الولاية.

### محليات
- محلية كادوقلي
- محلية الدلنج
- محلية رشاد
- محلية العباسية
- محلية تلودي
- محلية لقاوة
- محلية كيلك
- محلية هبيلا
- محلية القوز
- محلية دلامي
- محلية الريف الشرقي
- محلية البرام
- محلية أم دورين
- محلية قدير
- محلية الليرى
- محلية التضامن
- محلية أبو جبيهة
- محلية هيبان
- محلية الدبب

## الاقتصاد
أهم المحاصيل: القطن، الكركديه، السمسم والدخن، والفول السوداني، الذرة.
تعداد الثروة الحيوانية: 17025000 رأس إبل / ضأن / ابقار.

## التعليم
بالولاية 657 مدرسة أساس و62 مدرسة ثانوية و1 جامعة و3 كلية.

## التضاريس
وتوجد أيضا جبال ومرتفعات مثل مرتفعات النوبة

## المناخ
المناخ السائد في الولاية هو طقس ممطر صيفاً ودافئ إلى حار شتاءً، وتتراوح درجة الحرارة طوال العام ما بين 20 درجة مئوية إلى 32 درجة مئوية.

## السكان
السكان: 1066117 نسمة. [بحاجة لمصدر]
سكان ولاية جنوب كردفان ينقسمون إلى قسمين رئيسيين: المسيرية والنوبة بالإضافة إلى وجود جنوبيين مسيحيين ووثنيين قرب الحدود مع جنوب السودان. وكما توجد مملكة تقلي بفروعها المختلفة وهي مملكة مشهورة تاريخيًا باسم مملكة تقلي الإسلامية، من فروعها مثلا (تقوي، ترجك ف)
يضم الامتداد الغربي للولاية بعض قبائل المسيرية العربية –زرق وحمر– وقبائل النوبة بتقسيمات وبطون مختلفة.

أما الامتداد الشرقي فيضم بداخله بجانب قبائل النوبة بعض القبائل العربية والأفريقية مثل الحوازمة وأولاد حميد والمسيرية وكنانة وبني فضل والكبابيش وجيوب صغيرة من قبائل دارفور كالبرقو والزغاوة والميدوب والبرقد.

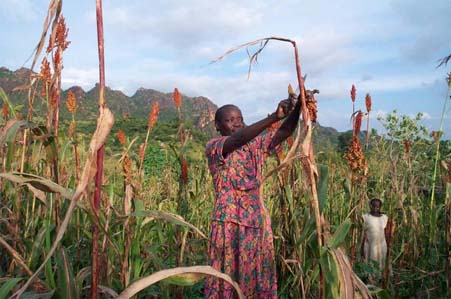
امراءة في مزرعتها الخاصة من جنوب كردفان

## أعلام
- جليلة خميس كوكو